# Srećko Šimurina
Srečko Šimurina zvani Houston (Ugljan, kraj Zadra, 7. kolovoza 1922. – Zagreb, rujan 2007.), bio je sudionik NOB-a i rukovodeći službenik zadarske Ozne i zagrebačke Udbe zadužen za Katoličku crkvu, te načelnik republičke Službe državne sigurnosti SR Hrvatske (1979. – 1985.).

## Životopis
Šimurina je rođen 7. kolovoza 1922., na otoku Ugljanu, u sastavu Kraljevine Jugoslavije, nadomak Zadra koji se kao eksklava nalazio u sastavu Kraljevine Italije. U rodnom je mjestu završio pučku (osnovnu) školu te je daljnje školovanje nastavio u sjemeništu.  
Početak Drugoga svjetskog rata, okupacija Kraljevine Jugoslavije i proglašenje NDH zatekli su ga kao katoličkog sjemeništarca, da bi se s kapitulacijom Italije, u rujnu 1943. pridružio partizanima na širem zadarskom području, a iduće 1944. s formiranjem Ozne, 13. svibnja 1944., postavljen je za člana Opunomoćstva Ozne za zadarsko područje, od kolovoza 1944. do ožujka 1945. godine. U vrijeme Titova razlaza sa Staljinom, Šimurina je postavljen u osječkoj Udbi gdje je vodio evidencije informbiroovaca, odakle prelazi u Zagreb gdje se tijekom 1950-ih kao službenik DSUP-a  bavio unutrašnjim neprijateljem i Crkvom te hrvatskom neprijateljskom emigracijom. Krajem 1950-ih postavljen je za šefa Odjela za kontrolu katoličkog klera u Udbi Hrvatske.  
Naime, upravo je Šimurina u Udbi, od 1948. do 1957. bio jedan od zaduženih za vođenje slučaja kardinala Alojzija Stepinca, te se sumnja kako je upravo Šimurina stajao iza pamfleta protiv kanonizacije sv. Nikole Tavelića, jer je isti bio sročen od autora koji je dobro poznavao teologiju i prilike u vjerskim zajednicama. Naime, sumnjalo se kako Ive Mihovilović zvani Spectator, tada novinar Vjesnika, s Franom Barbijerijem, na talijanski jezik prevodi po nalogu Šimurine iz Udbe, krivotvorene tekstove, namijenjene talijanskom publicistu Carlu Falconiju za njegovu knjigu "Šutnja Pija XII.", glede hipoteze o tzv. grijehu nečinjenja Katoličke crkve prema nacizmu. Također, Falconi je pišući o kardinalu Alojziju Stepincu, svoje tvrdnje temeljio upravo na dokumentima koje su mu davali Mihovilović i Barbieri, a koje su ovi dobivali od Šimurine iz zagrebačke Udbe. 
  

Šimurina je bio nazočan kao dio izaslanstva NR Hrvatske, tijekom sastanka vrha Udbe održanog u Beogradu, 27. i 28. svibnja 1959., na kojem su se razmatrala pitanja opservacije i daljnjih mjera prema Katoličkoj crkvi u Hrvatskoj i Jugoslaviji, te je Šimurina:  
"Izjašnjavajući se pritom kako će se Udba jače angažirati oko pribavljanja što kvalitetnijih informacija o djelovanju Katoličke crkve u Hrvatskoj, uz napomenu da ipak nije bio sklon nekim  najradikalnijim prijedlozima, poput ponovnog kažnjavanja nadbiskupa Stepinca, ali se izrazito kritički odredio prema Stepinčevu nasljedniku na položaju zagrebačkoga nadbiskupa Franji Šeperu, čiji je ugled među hrvatskim biskupima zadnjih godina bio u zamjetnom porastu, te je rekao je da je "njegov stav u zadnje vrijeme sve više izrazitiji i neprijateljski" te da "on smatra ovu vlast, da se grubo izrazim, jednostavno komunističkom bandom protiv koje se treba boriti, ali takvim sredstvima da Crkva što manje u tome gubi". 
Nakon Brijunskog plenuma i smjene Aleksandra Rankovića, 1966., Šimurina je unaprijeđen i prelazi u republičku Udbu te je postavljen za pomoćnika šefa operative, da bi nakon 1973. bio imenovan šefom operative republičke Udbe, s koje dužnosti je 1979. postavljen za načelnika Udbe. Prema navodima publicista Bože Vukušića, upravo je Šimurina bio zaslužan za premještaj Josipa Perkovića tijekom 1979. iz osječke centrale u središnjicu republičke Udbe u Zagrebu, te ga je ovaj, Perković, uvijek uvažavao, a vladao je glas kako je Šimurina jedan od najstručnijih kadrova u republičkoj Udbi, da bi prema nekim navodima obojica intervenirala za rješavanje osobnih problema Vinka Sindičića kod neposredno sebi podređenih službenika Udbe i milicije.
Tijekom kaznenog postupka vođenog na Županijskom sudu u Zagrebu protiv Vinka Sindičića, u kojem je isti oslobođen od sumnji u sudjelovanje u ubojstvu političkog emigranta Brune Bušića, Šimurina je tijekom istrage ispitan kao svjedok, kojom prilikom je izjavio kako je Udba pratila aktivnosti emigracije u inozemstvu, te kako su kontaktirali s osobama koje su tamo živjele, zatim sa suradnicima Udbe, a obavljani su i razgovori s osobama koje su dolazile na odmor u Jugoslaviju. Nastavno, naveo je Šimurina kako je Udba pratila emigrantski tisak, a postojali su i policijski podaci do koji su jugoslavenske vlasti dolazile po načelu uzajamne suradnje sa stranim policijama. Ako bi se utvrdio da je neki emigrant opasan za državu, pokušalo se utjecati na njega preko njegove rodbine i prijatelja da to više ne čini, zatim se preko policije države u kojoj je živio pokušalo spriječiti njegovo daljnje djelovanje, a ako ni to nije dalo rezultate, išlo bi se na opetovane metode. Tijekom glavne rasprave, zbog poodmakle životne dobi i bolesti, na vlastiti zahtjev Šimurina je svoj svjedočki iskaz dao sucu u svojoj kući, naime Šimurina je u inkriminiranom periodu bio načelnik Operative republičke Udbe, a kazao je u svom iskazu kako su se u vrijeme Bušićeva ubojstva o pitanjima emigracije u republičkoj Udbi bavili Đuro Lukić, Vid Zelenbaba i Maks Manfreda. Na dalje, kazao je Šimurina, njihov je osnovni zadatak bio spriječavanje terorističkih akata. Naime, u to je vrijeme bilo eksplozija u vlakovima na teritoriju Slovenije i Hrvatske, nekoliko atentata na diplomatske i konzularne predstavnike Jugoslavije, a dogodilo se i rušenje aviona. Preko rodbie i inozemnih policija pokušavalo se utjecati na ljude koji su ocijenjeni kao opasni. Sam Šimurina istaknuo je kako nikada nije bio ni na jednom sastanku na kojem bi se kao operativna mjera odredila nečija fizička likvidacija, niti je o tome tko govorio. Kontatki sa stranim tajnim policijama bili su uglavnom vezani uz fundamentalistički terorizam. Glede samog Brune Bušića, Šimurina je kazao kako isti dugo vremena nije bio predmet interesa republičkoj Udbi, te kako se interes za njim pojačao tek nakon prikazivanja filma „Hrvati – borci za slobodu ili teroristi“ koji je označen kao poziv na terorizam protiv tadašnje Jugoslavije.
Šimurina nakon 1985., s mjesta podsekretara RSUP-a zaduženog za državnu sigurnost, u vrijeme Vilima Mulca, odlazi u mirovinu.
Umro je u Zagrebu, u rujnu 2007. godine. 